# カオダイ教

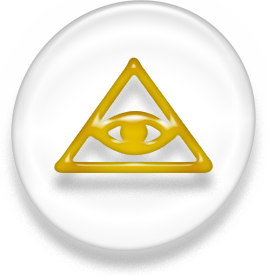
カオダイ教のシンボル「カオダイの目」

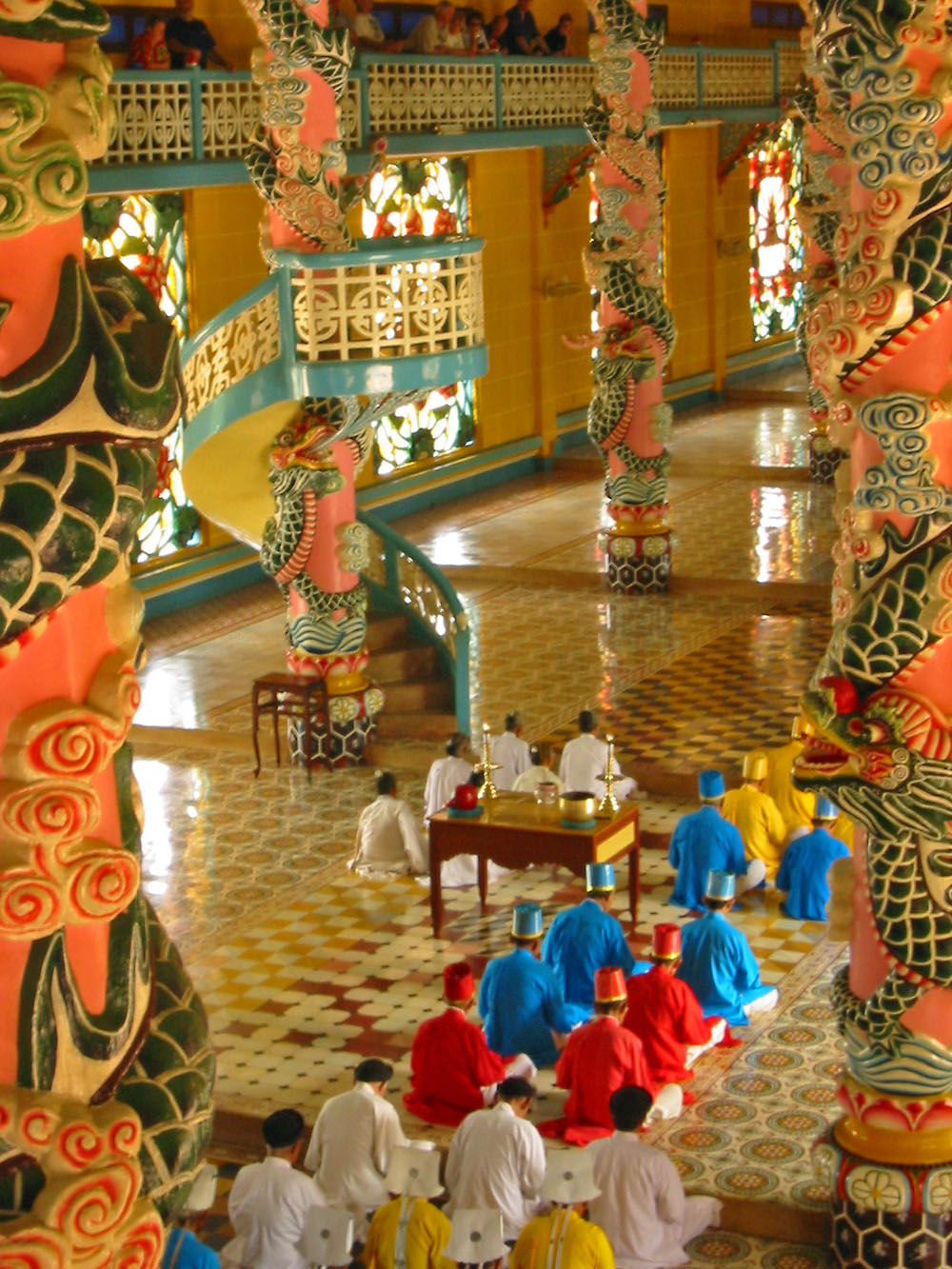
カオダイ教の礼拝

カオダイ教（カオダイきょう、高台教、ベトナム語：Đạo Cao Đài / 道高臺）は、ベトナムの新宗教。1926年、ファム　コン　タック（ベトナム語：　Phạm Công Tắc / 　, 1890年- 1959年）とレ・ヴァン・チャウン（ベトナム語：Lê Văn Trung / 黎文忠, 1876年 - 1934年12月19日）によって唱えられた。五教（儒教、道教、仏教、キリスト教、イスラム教）の教えを土台にしたことから、カオダイ＝高臺（高台）と名付けられた。

## 概説

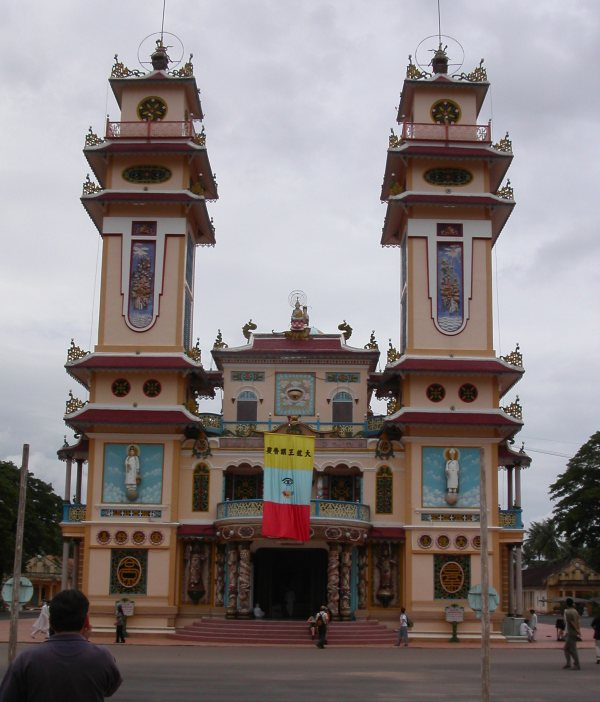
カオダイ教総本山の中央礼拝堂

ホーチミン市から北西約100kmのタイニン省（ベトナム語：Tĩnh Tây Ninh / 省西寧）ホアタイン市社（ベトナム語：Thị xã Hòa Thành / 市社和城）に総本山がある。信徒数は約100万から300万と言われ、タイニン省の人口の7割あるいは3分の2がカオダイ教の信者だと言われる。カオダイとはベトナム道教の最高神玉皇上帝のことであり、総本山教会堂の祭壇中央に信者を見下ろすように設置される目だまは、カオダイの神の目である。これは天眼と呼ばれ「宇宙の原理」「宇宙の至上神」の象徴とする。この目玉はカオダイ教のシンボルマークでもある。教義では、キリスト教的な要素、特に聖職者の階級制度を採用していると言われるなどカトリックの側面が見られる一方で、古来からの精霊崇拝の要素も見られる。孔子、老子、釈迦、観音菩薩、キリスト、ムハンマド、さらには李白、太上老君（老子）、ソクラテス、トルストイ、ヴィクトル・ユーゴーなどを聖人や使徒と仰ぐ。1959年に死んだファン・コン・タックという人物がカオダイの新たな教祖として祀られている。タックはキリスト教徒であったが仏教、儒教、老教、キリスト教に神道を束ね世界の救済を行ったとされる。
カオダイは第1回目の人類救済のために釈迦の姿を借り現世へ現れ、第2回目はキリストと老子の姿を借りて現れた。現在、3回目の人類救済のために東西諸宗教を統合したとされる。
総本山の建物は南国的かつ色彩的な外観であり、内部には色とりどりのネオンが取り囲み祭壇は派手でけばけばしい（もっとも、ベトナムでは田んぼの脇の祠から廟、寺の本尊、教会に至るまでLEDやネオンで飾るのは一般的である）。一般信徒は主に白色のアオザイ（衣長）を身に着け、日に4回の礼拝を行う。礼拝は声明のようなものが唱えられ、信者らはひれ伏し2回の鳴物入りの合唱隊とともに不思議な酩酊状態が作り出される。
フランス領インドシナ時代には独自に私兵団や自治機構を持ち反フランス運動を展開する一方で、インドシナ戦争中にはベトミン（ベトナム独立同盟会）と戦った。ジュネーヴ協定によってベトナム共和国（南ベトナム）が成立すると、カトリック教徒の政権がカオダイ教やホアハオ教（和好教）、ビン・スエン派などの私兵団を武装解除する動きを見せたため、武力抵抗を図ったが鎮圧された。

## 画像

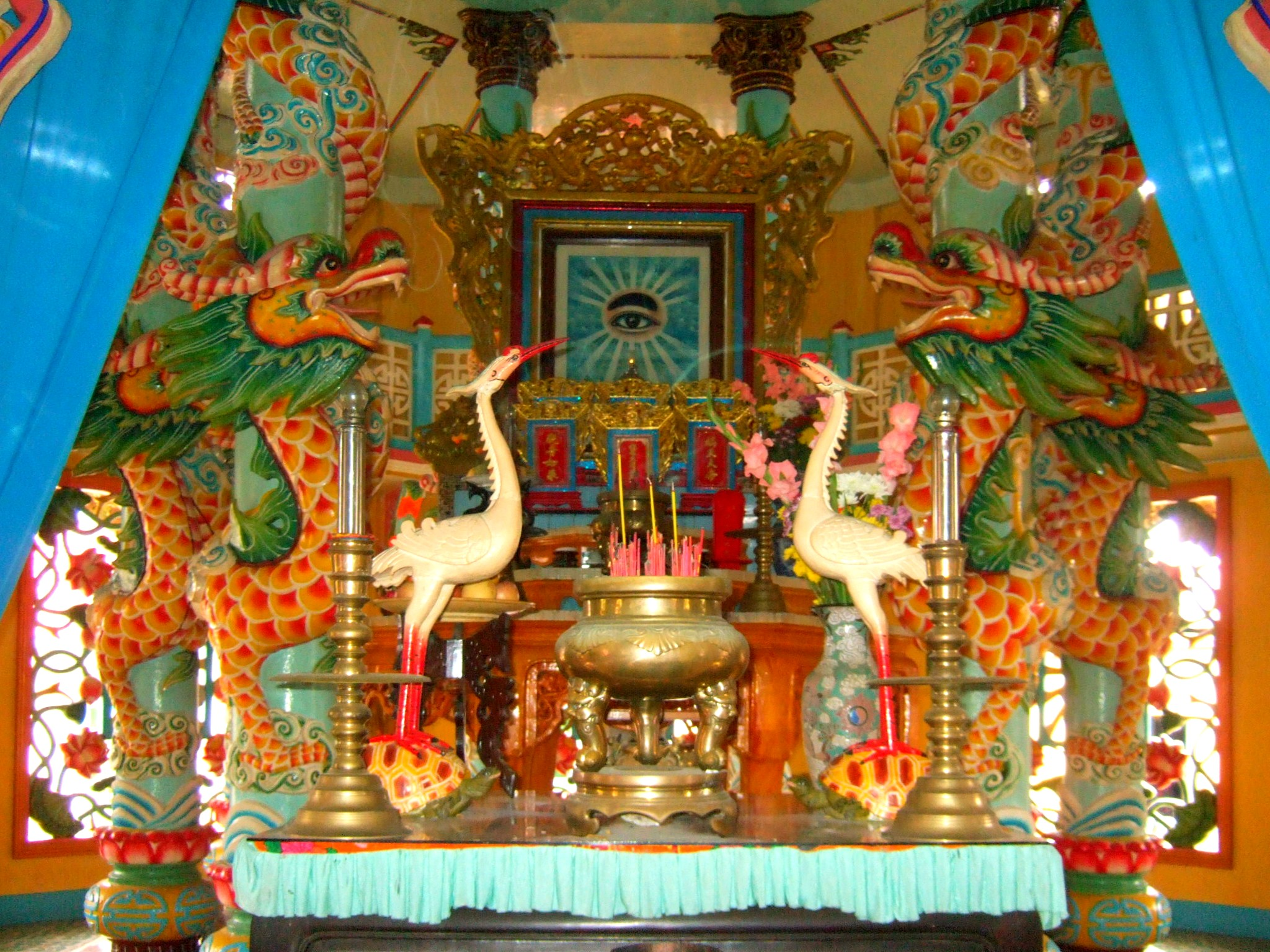
ミトーのカオダイ教寺院の祭壇
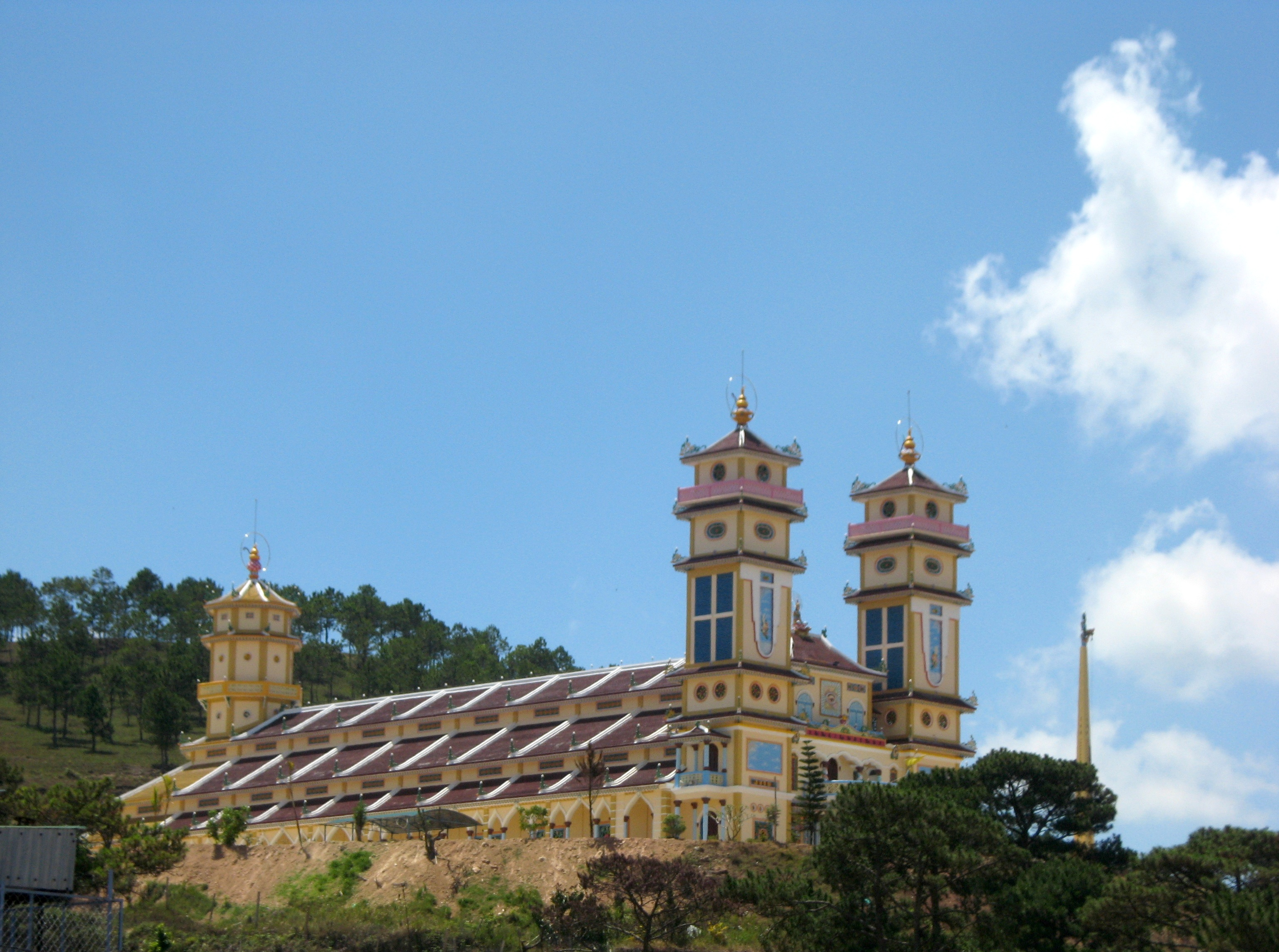
ダラットのカオダイ教寺院